# Michihiro Yasuda
Michihiro Yasuda (Suita, 20. prosinca 1987.) bivši je japanski nogometaš.

## Klupska karijera
Igrao je za Gamba Osaka, Vitesse, Júbilo Iwata, Sagan Tosu, Vissel Kobe, Nagoya Grampus,  Busan IPark, Albirex Niigata, JEF United Chiba i Matsumoto Yamaga FC.

## Reprezentativna karijera
Za japansku reprezentaciju igrao je od 2008. do 2011. godine. Odigrao je 7 utakmica postigavši 1 pogodak.
S U-23 japanskom reprezentacijom igrao je na Olimpijskim igrama 2008.

## Statistika
| Japan  | Japan | Japan |
| Godina | Nast. | Gol.  |
| ------ | ----- | ----- |
| 2008.  | 5     | 0     |
| 2009.  | 1     | 1     |
| 2010.  | 0     | 0     |
| 2011.  | 1     | 0     |
| Ukupno | 7     | 1     |

## Vanjske poveznice
- National Football Teams
- Japan National Football Team Database